# Quartiere spagnolo
Il Quartiere spagnolo è un'antica caserma incompiuta di Erice della prima metà del XVII secolo, per acquartierare le truppe spagnole.

## Storia
Su un'ampia spianata rocciosa sulla vetta del Monte Erice, che dà sulla Tonnara di Bonagia e su Monte Cofano, si erge il Quartiere spagnolo, costruito verso la prima metà del XVII secolo, periodo in cui vigeva l'obbligo di "posata", ovvero l'obbligo di offrire vitto e alloggio ai soldati del regno di Spagna, della guarnigione posta a presidio. Gli abitanti di Erice però non volevano che gli spagnoli stessero troppo vicino a loro, decisero così di autotassarsi e costruire una caserma fuori dal centro abitato, in maniera decentrata.
I lavori per l’erigenda costruzione furono interrotti nel 1632 e i suoi soldati spagnoli accolti nel Castello Normanno.
La struttura rimase abbandonata per secoli, e solo verso la fine dell'Ottocento il Conte Agostino Sieri Pepoli propose all'amministrazione comunale di restaurare tutto l'edificio a proprie spese e di custodire in esso i reperti archeologici da lui rinvenuti. La sua proposta fu scartata e il Pepoli decise di dedicarsi ad altri progetti nel territorio di Trapani. 
La costruzione vide i lavori di restauro solamente intorno nel 2005.

## Museo etnoantropologico
Oggi il Quartiere spagnolo, sede della sezione etnoantropologica del Polo museale Antonio Cordici, ospita all’interno tre esposizioni:
- Arti e mestieri di una volta: Un percorso sulla vita rurale, attrezzi e oggetti della vita passata
- Erice, terra di mare: La pesca del tonno, un museo multimediale sulla mattanza
- Artigianato ericino: Questa sezione vanta due esposizioni; uno che abbraccia i tappeti ed uno la ceramica